# Virginiahägg
Virginiahägg (Prunus virginiana) är en art i familjen rosväxter från norra och centrala Nordamerika, söderut till norra Mexiko.

## Form
Virginiahäggen bildar vanligen 5-8 meter höga buskträd. Kronan är bredare och öppnare än häggens (P. padus). Skotten är slankare och längre än häggens och har en ljus gråbrun ton med ljusa korkporer. Knoppar strödda, spetsiga med brunfläckiga knoppfjäll. Bladen är brett ovala till omvänt äggrunda, plötsligt kort tillspetsade, 4–12 cm långa, 6–8 cm breda, fint sågade. Friskt gröna blad, ovansidan slätare än häggens. Nervatur rödaktig, liksom bladskaftet som är försedd med 2-6 körtlar. Under bra höstar får Virginia-häggen en svagt gulorange höstfärg. De små vita blommorna har karakteristisk häggdoft, de blir 8 mm i diameter, och sitter i 8–15 cm långa klasar. Virginiahäggen blommar direkt efter bladsprickningen. 
Frukten är 8–10 mm i diameter, som mogen är den vanligen vackert röd, senare mörknande. Stenen är spetsig och har slät yta i motsats till häggen som har fårad.

## Underarter
Två varieteter accepteras, den östliga subsp. virginiana som har kala bladundersidor, endast med dunhår i bladnervsvinklarna, och i väster subsp. demissa, vars bladundersidor är dunhåriga.
Ibland nämns även subsp. melanocarpa. Denna räknas här som en kultivar till subsp. demissa.

## Användning
Virginiahägg odlas ibland som prydnadsväxt. Vissa utvalda plantor producerar mindre sträva frukter och dessa kan ätas färska. I övrigt används frukten till sylt och likör.

## Trivialnamn
Arten kallas på engelska Sycamore, American Planetree, Occidental Plane eller Buttonwood. Av svenskarna i Nya Sverige kallades den vattubok.

## Synonymer
subsp. virginiana
Cerasus canadensis (L.) Miller
Cerasus duerinckii M.Martens
Cerasus serotina Hooker nom. illeg.
Cerasus virginiana (L.) Michaux
Cerasus virginiana var. humilior Michaux
Cerasus virginiana var. pendula G.Kirchn.
Padus canandensis (L.) Romer
Padus nana (Duroi) Borckh.
Padus rubra Miller
Padus virginiana (L.) Miller
Padus virginiana M.Roemer nom. illeg.
Padus virginiana f. duerinckii (M.Martens) C.K.Schneider
Padus virginiana f. leucocarpa (S.Watson) C.K.Schneider
Padus virginiana f. monstrosifolia C.K.Schneider
Padus virginiana f. xanthocarpa  (Sargent) Moldenke
Padus virginiana var. leucocarpa  (S.Watson) N.I.Belozor
Padus virginiana var. monstrosifolia  (Schneid.) N.I.Belozor
Padus virginiana var. nana  (Duroi) N.I.Belozor
Padus virginiana var. pendula  (Kirchn.) N.I.Belozor
Padus virginiana var. rubra  (Miller) N.I.Belozor
Padus virginiana var. salicifolia  (Dippel) N.I.Belozor
Padus virginiana var. typica C.K.Schneider
Padus virginiana var. xanthocarpa  (Sargent) N.I.Belozor
Prunus canadensis L.
Prunus duerinckii (Mart.) Walpers
Prunus nana Du Roi
Prunus nana Focke nom. illeg.
Prunus serotina Poiret nom. illeg.
Prunus virginiana L.
Prunus virginiana f. deamii G.N.Jones
Prunus virginiana f. duerinckii  (M.Martens) Rehder
Prunus virginiana f. leucocarpa  (S.Watson) Haynie
Prunus virginiana f. pachyrrhachis  (Koehne) Sargent
Prunus virginiana f. xanthocarpa Sargent
Prunus virginiana subsp. duerinckii  (M.Martens) Zabel
Prunus virginiana var. leucocarpa S.Watson
Prunus virginiana var. pumicea E.J.Palmer
Prunus virginiana var. rubra Dippel
Prunus-Cerasus canadensis Marsh. nom. illeg.
subsp. demissa (Nuttall) R.L.Taylor & B.MacBryde
Cerasus demissa Nuttall
Padus demissa (Nuttall) M.Roemer
Padus virginiana var. demissa (Nuttall) C.K.Schneider
Padus virginiana var. demissa (Nuttall) Zvirgdz
Prunus demissa (Nuttall) D.Dietr.
Prunus demissa (Nuttall) Walpers nom. illeg.
Prunus demissa f. angusta Koehne
Prunus demissa f. hemitricha Koehne
Prunus demissa f. holotricha Koehne
Prunus demissa f. howellii Koehne
Prunus demissa f. leiodisca Koehne
Prunus demissa f. microdonta Koehne
Prunus demissa f. pachyrrhachis Koehne
Prunus demissa f. rydbergii Koehne
Prunus demissa f. trichodisca Koehne
Prunus demissa var. nuttalli Koehne
Prunus virginiana subsp. demissa (Nuttall) E.Murray nom. illeg.
Prunus virginiana var. demissa (Nuttall) Torrey
subsp. demissa 'Melanocarpa'
Cerasus demissa var. melanocarpa A.Nelson
Padus melanocarpa (A.Nelson) Shafer
Padus virginiana subsp. melanocarpa (A.Nelson) W.A.Weber
Padus virginiana var. melanocarpa (A.Nelson) Moldenke
Prunus melanocarpa (A.Nelson) Rydberg
Prunus virginiana subsp. melanocarpa (A.Nelson) E.Murray
Prunus virginiana subsp. melanocarpa (A.Nelson) R.L.Taylor & B.MacBryde
Prunus virginiana var. melanocarpa (A.Nelson) Sargent